# インスリン様成長因子1受容体
インスリン様成長因子1受容体（インスリンようせいちょういんし1じゅようたい、英: insulin-like growth factor 1 receptor、略称: IGF-1受容体、IGF-1R）は、細胞の表面に存在するタンパク質である。受容体型チロシンキナーゼに分類される膜貫通受容体で、インスリン様成長因子1（IGF-1）とインスリン様成長因子2（IGF-2）と呼ばれるホルモンによって活性化される。IGF-1はインスリンに似た分子構造を持つペプチドホルモンで、成長に重要な役割を果たす。IGF-1受容体を欠失したマウスは発生後期に死亡するが、体重の劇的な低下がみられることからも、この受容体の強力な成長促進効果が示されている。

## 構造

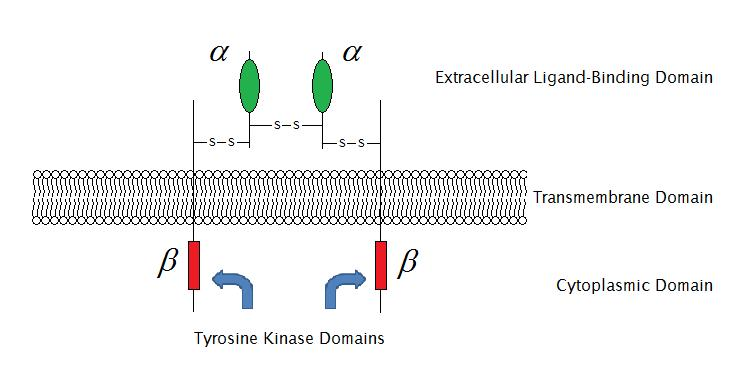
IGF-1受容体の構造の模式図

IGF-1受容体は2つのαサブユニットと2つのβサブユニットから構成されている。αサブユニットとβサブユニットは、1本のポリペプチドとして合成された前駆体が切断されたものである。前駆体は、グリコシル化、タンパク質分解、システイン残基間の架橋を経て機能的な膜貫通型αβ鎖となる。α鎖は細胞外に位置する一方、β鎖は膜を貫通し、リガンドの結合に伴う細胞内へのシグナル伝達を担う。
IGF-1Rとインスリン受容体（IR）には高度な相同性が存在する。IGF-1RとIRにはともにATP結合部位が存在し、自己リン酸化などのために利用される。IGF-1Rのキナーゼドメインの自己リン酸化複合体の結晶構造によって、チロシン1165番と1166番が自己リン酸化されることが同定されている。
リガンドの結合に応答してα鎖はβ鎖のチロシン自己リン酸化を誘導し、細胞内の特定のタンパク質の特定のチロシン残基にリン酸基を付加することで活性の媒介を行う。リン酸基の付加によって細胞シグナル伝達カスケードと呼ばれる一連の経路が活性化される。誘導される経路は細胞種によって特異的であるが、多くの場合細胞の生存や増殖を促進するものである。胚発生においては、IGF-1R経路は̪肢芽の発生に関与している。
IGF-1Rを介したシグナル伝達は、妊娠および授乳期間中の乳腺組織の正常な発達に重要である。妊娠中は、上皮細胞が活発に増殖し乳管と乳腺組織を形成する。離乳後は、細胞のアポトーシスを経て組織は破壊される。この過程にはいくつかの成長因子とホルモンが関与しており、IGF-1Rは細胞の分化と離乳が完了するまでのアポトーシスの阻害に関与していると考えられている。

## 機能

### インスリンシグナル伝達
IGF-1受容体には、IGF-1、IGF-2、インスリンが主に結合するが、インスリンに対する親和性はIGFと比較してかなり低い。IGF-1は少なくともIGF-1受容体とインスリン受容体の2種類の細胞表面受容体に結合するが、インスリン受容体のIGF-1に対する親和性はインスリンよりも低い。

### 加齢
メスのマウスを用いた研究では、視索上核と室傍核の双方において正常な加齢の過程でIGF-1感受性細胞の約1/3が失われることが示されている。カロリー制限を行った老齢マウスでは、制限のない老齢マウスと比較してIGF-1非感受性細胞の減少が多く、IGF-1感受性細胞の減少は同程度である。したがって、カロリー制限老齢マウスは通常の老齢マウスと比較してIGF-1感受性細胞の割合が高くなり、視床下部のIGF-1に対する感受性が高くなる。

### 頭蓋骨縫合早期癒合症
IGF-1Rの変異は頭蓋骨縫合早期癒合症との関連がみられる。

### 体のサイズ
IGF-1Rは、イヌの小型品種のサイズに大きな影響を与えることが示されている。IGF-1Rの保存されたアルギニン204番がヒスチジンに置換されるchr3:44,706,389のSNPの非同義置換は、特に小さな体のサイズと関係している。この変異によって、リガンドを結合する細胞外αサブユニットのシステインリッチドメイン内の水素結合の形成が阻害されると予測されている。13の小型のイヌ系統のうち9つがこの変異を有しており、その多くでホモ接合である。小型から中型の系統内においても、より小さな個体は同様にこの変異を有していることが示されている。
IGF-1Rの機能的なコピーを1つしか持たないマウスの発生は正常であるが、体重が約15%低下する。

### 遺伝子の不活性化・欠失
IGF-1受容体を完全に欠失したマウスは発生初期に致死となる。そのため成長ホルモン非感受性（ラロン症候群）とは異なり、IGF-1非感受性はヒトの集団内では観察されない。

## 臨床的意義

### がん
IGF-1Rは、乳がん、前立腺がん、肺がんを含むいくつかのがんへの関与が示唆されている。いくつかのケースでは、IGF-1Rの抗アポトーシス作用によってがん細胞は化学療法薬や放射線療法の細胞毒性効果に対する抵抗性を獲得している。乳がんではEGFRシグナル伝達経路を阻害するためにエルロチニブなどのEGFR阻害剤が利用されるが、IGF-1RがEGFRとヘテロ二量体を形成することで阻害剤に対する抵抗性が獲得され、阻害剤存在下でもシグナル伝達が再開される。この過程はEGFRとIGF1-R間のクロストークと呼ばれる。さらに、血管新生の促進による腫瘍の転移能の増加にも関与が示唆されている。
IGF-1Rの発現レベルは原発性・転移性の前立腺がん患者の腫瘍の大部分で上昇している。IGF-1Rを介したシグナル伝達は、前立腺がん細胞がアンドロゲン非依存性へと進行した際の生存と成長に必要であることが示唆されている。加えて、重症病態を模した不死化前立腺がん細胞は、IGF-1RのリガンドであるIGF-1による処理によって細胞の運動性が上昇する。IGF受容体ファミリーのメンバーとそのリガンドは、イヌの乳腺腫瘍の発がんにも関与しているようである。TCGA（The Cancer Genome Atlas）のデータ解析からは、いくつかのがんのタイプでIGF-1Rの遺伝子が増幅していることが示されており、遺伝子増幅ががんにおけるIGF-1Rの過剰発現機構の1つである可能性がある。

## 阻害剤
IGF-1Rとインスリン受容体（IR）との類似性、特にATP結合領域とチロシンキナーゼ領域の類似性のため、IGF-1Rの選択的阻害剤を合成することは困難なものとなっている。現在盛んに研究が行われているのは、次の3つの主要なクラスの阻害剤である。
1. AG538[25]やAG1024などのチルフォスチン（tyrphostin、チロシンキナーゼ阻害剤（英語版））: これらは前臨床試験が行われている。ATP競合型阻害剤ではないと考えられていたが、QSAR研究においてEGFRに対して用いられた際にはATP競合型阻害剤として機能していた。これらはIRよりもIGF-1Rに対して若干の選択性を示す。
2. NVP-AEW541などのpyrrolo(2,3-d)-pyrimidine誘導体: NVP-AEW541はノバルティスによって開発され、IRよりもIGF-1Rに対し大きな（約100倍）の選択性を示す[26]。
3. モノクローナル抗体: 最も特異性が高く、有望な治療薬となることが期待される。現在フィギツムマブ（英語版）などの試験が行われている。

## 相互作用
IGF-1Rは次に挙げる因子と相互作用することが示されている。
- ARHGEF12（英語版）[27]
- CSK（英語版）[28]
- CBL[29]
- EHD1（英語版）[30]
- GRB10（英語版）[31][32][33][34]
- IRS1[32][35][36]
- Mdm2[29]
- NEDD4[29][31]
- PIK3R3（英語版）[37]
- PTPN11[35][38]
- RASA1（英語版）[38]
- SHC1（英語版）[32][36][39]
- SOCS2（英語版）[40]
- SOCS3（英語版）[41]
- YWHAE（英語版）[42]

## 調節
IGF-1RはmiR-7によって負に調節されていることが示唆されている。

## 関連文献
- “IGF-I: a mitogen also involved in differentiation processes in mammalian cells”. The International Journal of Biochemistry & Cell Biology 28 (5):  499–510. (May 1996). doi:10.1016/1357-2725(95)00168-9. PMID 8697095.
- “Insulin-like growth factor-I receptor signal transduction: at the interface between physiology and cell biology”. Comparative Biochemistry and Physiology. Part B, Biochemistry & Molecular Biology 121 (1):  19–26. (September 1998). doi:10.1016/S0305-0491(98)10106-2. PMID 9972281.
- “Tyrosine kinase signalling in breast cancer: insulin-like growth factors and their receptors in breast cancer”. Breast Cancer Research 2 (3):  170–5. (2001). doi:10.1186/bcr50. PMC 138771. PMID 11250706.
- “The type-1 insulin-like growth factor receptor tyrosine kinase and breast cancer: biology and therapeutic relevance”. Cancer Metastasis Reviews 22 (4):  327–36. (December 2003). doi:10.1023/A:1023720928680. PMID 12884909.
- “Signalling by the type 1 insulin-like growth factor receptor: interplay with the epidermal growth factor receptor”. Growth Factors 22 (2):  89–95. (June 2004). doi:10.1080/08977190410001700998. PMID 15253384.
- “Role of estrogen receptor alpha in modulating IGF-I receptor signaling and function in breast cancer”. Journal of Experimental & Clinical Cancer Research 23 (3):  385–94. (September 2004). PMID 15595626.
- Insulin-like growth factor signaling in fish. International Review of Cytology. 243. (2005). pp. 215–85. doi:10.1016/S0074-7696(05)43004-1. ISBN 9780123646477. PMID 15797461
- “Transcriptional regulation of the insulin-like growth factor-I receptor gene in breast cancer”. Molecular and Cellular Endocrinology 252 (1–2):  241–6. (June 2006). doi:10.1016/j.mce.2006.03.018. PMID 16647191.